# Modelu (gmina)
Modelu – gmina w Rumunii, w okręgu Călărași. Obejmuje miejscowości Modelu, Radu Negru, Stoenești i Tonea. W 2011 roku liczyła 9839 mieszkańców. 